# ولاية غور

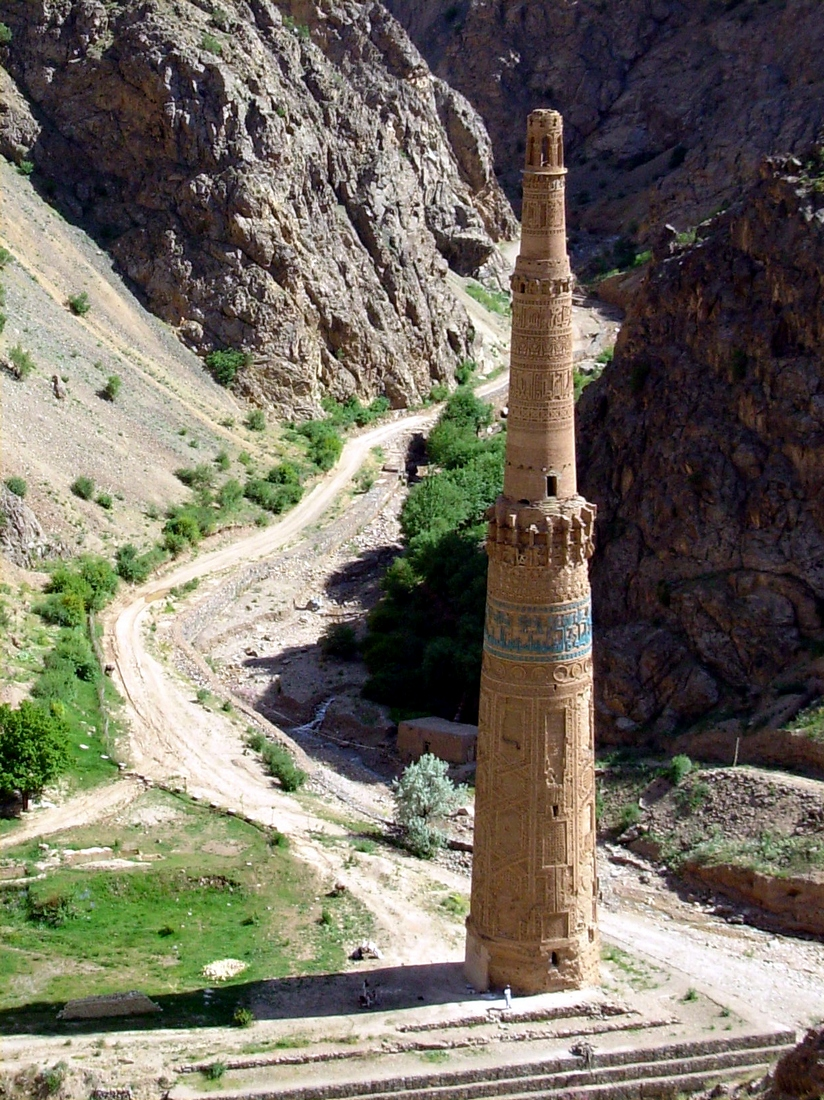
مئذنة جام الأثرية في منطقة شاهراك في ولاية غور.

ولاية غور (بالبشتوية: والفارسية: غور)‏ من إحدی الولايات الأربعة والثلاثين بأفغانستان تقع وسط البلاد تقريباً وبالتحديد تندرج فی قائمة الأقاليم الغربية لأفغانستان. عاصمتها کانت مدينة شغشران سابقاً لکنها سمیت فیروز کوه في 21 أبریل 2014 من قِبل مجلس الوزراء بکابول وعدد سکانها زهاء 805,277 نسمة بينما تبلغ مساحتها أکثر من 36,657 کيلومتراً مربع.
کانت غور مقاطعة لبلاد فارس في السابق والتي ساهمت في قيام النهضة الثقافية الفارسية بعد الفتح الإسلامي العربي لبلاد الفارس. کلمة غور مقتبسة من لغة الباشتو تفيد الجبل بالعربية.
مرّت وعاشت بغور سلالة الغوريين في القرنين الـ 12 والـ 13 المنصرمين ولا تزال بقايا سلالتهم تتواجد هناك مثل منارة جام التي تقع وسط الولاية.
في القرن الـ 19 الميلادي، نال المغامر الأمريکي يسوع هارلن علی لقب أمير غور بعد مشارکته حرباً إقليمية هناك. في 17 مايو 2004، إشتبك مئات الجنود المواليين لـ عبد السلام خان – أحد أمراء الحرب في المنطقة – مع الجيش الأفغاني بعد رفضه نزع أسلحة المليشيات التابعة له وأدّی الصراع إلی مقتل وإصابة ما يقل عن 18 شخصاً وهرب حاکم الإقليم محمد إبراهيم من المحافظة وسقطت مدينة شغشران بيد المليشيات وبعد 3 أيام، أعلنت الحکومة الأفغانية أنها لن تحاول إعادة سيطرتها علی عاصمة الإقليم وبدأت المفاوضات المباشرة بين عبد السلام خان ومحمد إبراهيم ولکنها لم تفلح ولم يتوصّلا الجانبان إلی أيّة هدنة يذکر.

## المديريات
تنقسم الولاية لعدد من المديريات (بالبشتوية: ولسوالۍ)‏ وهم:
| المنطقة          | المركز الإداري   | المساحة   | عدد السكان (2020) |
| ---------------- | ---------------- | --------- | ----------------- |
| تشاغشاران        | فيروزكوه         | 6,870 كم٢ | 132,537           |
| تشارسادا         | قالي زبيد        | 1,485 كم٢ | 30,956            |
| دولت يار         | ديلاك            | 1,686 كم٢ | 36,934            |
| دلينة            |                  | 3,246 كم٢ | 40,788            |
| لال وا سارجانجال | لال وا سارجانجال | 3,634 كم٢ | 126,615           |
| مرغاب            |                  | 2,930 كم٢ | 21,051            |
| باساباند         | شينكوت           | 5,073 كم٢ | 107,217           |
| صاغار            | تيتان            | 2,404 كم٢ | 39,193 كم٢        |
| شهرك             | داهان فاليزك     | 4,600 كم٢ | 67,625            |
| تايوارا          | تايوارا          | 4,030 كم٢ | 103,364           |
| تولاك            | كواجاها          | 2,908 كم٢ | 58,192            |

## السكان
بلغ عدد سكان الولاية حسب تقديرات عام 2023 نحو 805,277 شخصًا.

## الحكام
- سيما جوينده (28 يونيو 2015 إلى 7 نوفمبر 2015)[8]
- غلام ناصر خاز (21 ديسمبر 2015 - ؟)[9]
- أبو الظاهر فايززاده (31 مارس 2021 - نوفمبر 2021)[10]
- أحمد شاه دين دوست (نوفمبر 2021 - الآن)[1]

## أعلام
- خسرو مالك
- سيف الدين الغوري
- مراد علي مراد
- منهاج السراج الجوزجاني